# SN 2011ig
SN 2011ig – supernowa typu Ia-pec odkryta 17 listopada 2011 roku w galaktyce A010554-1220. W momencie odkrycia miała maksymalną jasność 16,90m.